# 3480 Abante
3480 Abante је астероид главног астероидног појаса са средњом удаљеношћу од Сунца која износи 3,051 астрономских јединица (АЈ).
Апсолутна магнитуда астероида је 13,1.